# Arrondissement Angoulême
Angoulême is een arrondissement van het Franse departement Charente in de regio Nouvelle-Aquitaine. De onderprefectuur is Angoulême.

## Kantons
Het arrondissement was tot 2014 samengesteld uit de volgende kantons:
- Kanton Angoulême-Est
- Kanton Angoulême-Nord
- Kanton Angoulême-Ouest
- Kanton Aubeterre-sur-Dronne
- Kanton Blanzac-Porcheresse
- Kanton Chalais
- Kanton La Couronne
- Kanton Gond-Pontouvre
- Kanton Hiersac
- Kanton Montbron
- Kanton Montmoreau-Saint-Cybard
- Kanton La Rochefoucauld
- Kanton Ruelle-sur-Touvre
- Kanton Saint-Amant-de-Boixe
- Kanton Soyaux
- Kanton Villebois-Lavalette

Na de herindeling van de kantons bij decreet van 20 februari 2014, met uitwerking op 22 maart 2015 omvat het volgende kantons: 
- Kanton Angoulême-1
- Kanton Angoulême-2
- Kanton Angoulême-3
- Kanton Boëme-Échelle
- Kanton Boixe-et-Manslois ( deel : 15/37 )
- Kanton Charente-Sud  ( deel : 11/40 )
- Kanton La Couronne
- Kanton Gond-Pontouvre
- Kanton Touvre-et-Braconne
- Kanton Tude-et-Lavalette
- Kanton Val de Nouère  ( deel : 14/23 )
- Kanton Val de Tardoire